# Viunkî, Cervonoarmiisk
Viunkî (în ucraineană В`юнки) este localitatea de reședință a comunei Viunkî din raionul Cervonoarmiisk, regiunea Jîtomîr, Ucraina.

## Demografie
Componența lingvistică a localității Viunkî
     Ucraineană (96,83%)
     Rusă (3,17%)
Conform recensământului din 2001, majoritatea populației localității Viunkî era vorbitoare de ucraineană (96,83%), existând în minoritate și vorbitori de rusă (3,17%).